# Campeonato Asiático de Hóquei em Patins de 2001
O Campeonato Asiático de Hóquei em Patins é uma competição de Hóquei em Patins com a participação das selecções do continente Asiático, que acontece de dois em dois anos. 
Esta competição é organizada pela CARS, Federação Asiática de Patinagem.

## Países Participantes
Taiwan
 Coreia do Norte
 Japão
 Macau
 Coreia do Sul
 Índia

## Classificação final
| Lugar | País            |
| ----- | --------------- |
|       | Coreia do Norte |
|       | Macau           |
|       | Japão           |
| 4     | Índia           |
| 5     | Coreia do Sul   |
| 6     | Taiwan          |